# CAFRAD
CAFRAD는 터키가 개발한 해상 레이더다. 군함에 탑재되어 360도 전방향을 탐지/추적하는 첨단 레이더다. 3차원 대공 레이더로 장거리 탐지거리를 갖는다.

## 제원
- 종류 : 3차원 대공 레이더
- 레이다 탐지거리 : 400km
- 제조국 :  튀르키예

## 터키 레이더
- CAFRAD: 400 km
- MAR-D: 70 km
- AKR-D: 30 km

## 같이 보기
- MW-08
- SMART-S
- EMPAR
- SMART-L